# Johannes Horkel
Johannes Horkel (* 16. September 1820 in Berlin; † 21. November 1861 in Magdeburg) war ein deutscher Altphilologe und Schulleiter.

## Leben

### Familie
Johannes Horkel war der Sohn des Botanikers und Hochschullehrers Johann Horkel und dessen Ehefrau Anna (geb. Schleiden) († Mai 1860) aus Nordschleswig.
Weihnachten 1849 verlobte er sich mit Johanna, der Tochter des Philologen August Meineke, die er im Sommer 1850 heiratete; die Ehe blieb kinderlos, allerdings nahmen sie den jüngsten Bruder seiner Ehefrau zur weiteren Erziehung auf. Über seine Ehefrau war er mit dem Politiker Rudolf Schleiden verschwägert und sein Cousin war der Botaniker Matthias Jacob Schleiden.

### Werdegang
Johannes Horkel wuchs in Berlin auf und zu seinen Kindheits- und Jugendfreunden gehörten unter anderem Nathanel (1820–1829), der Sohn des Philosophen Friedrich Schleiermacher, sowie die Kinder des preußischen Kultusministers Friedrich Eichhorn und einige Söhne des Buchhändlers Georg Andreas Reimer. Im Haus seiner Eltern verkehrten der Dichter Adelbert von Chamisso, die Professoren Moritz Seebeck, Christian August Brandis und Immanuel Bekker, der Geheime Medizinalrat Johann Christoph Friedrich Klug und Henriette Herz, die auch seine Patin und Italienisch-Lehrerin war.
Noch während seiner Jugendzeit interessierte er sich für das Spiel an der Orgel und nahm hierzu Unterricht bei Siegfried Wilhelm Dehn. Seine Eltern hatten auch gewünscht, dass er durch Friedrich Schleiermacher, der ihn auch getauft hatte, konfirmiert werde; dieser starb jedoch kurz vor Unterrichtsbeginn, sodass er durch Wilhelm Hoßbach konfirmiert wurde.
Von 1827 bis Ostern 1838 besuchte er das Berliner Friedrich-Wilhelms-Gymnasium und begann, nach dem erfolgreichen Abschluss des Gymnasiums, mit einem Philologie-Studium an der Universität Berlin, nachdem durch seine Lehrer Wilhelm Bötticher, August Spilleke (1778–1841) und Ernst Ferdinand Yxem sein Interesse hieran geweckt worden war. An der Universität Berlin hörte er unter anderem die Vorlesungen von August Boeckh, Immanuel Bekker, Karl Lachmann, Karl Gottlob Zumpt, August Neander, Leopold von Ranke und Heinrich Ritter.
Er setzte das Studium an der Universität Leipzig fort und hörte dort Vorlesungen bei dem Archäologen Wilhelm Adolf Becker, bei Gottfried Hermann, in dessen Griechische Gesellschaft er aufgenommen wurde, und bei Moriz Haupt, der ebenfalls eine Griechische Gesellschaft leitete, in die er aufgenommen wurde. Während des Studiums in Leipzig lernte er auch August Tholuck in Halle kennen und besuchte in dieser Zeit auch die Franckesche Stiftungen, mit deren Geschichte er sich eingehend beschäftigte. Er besuchte auch die Brüdergemeine in Herrenhuth und war diesen bis zu seinem Tod sehr zugetan.
Nach seiner Rückkehr nach Berlin 1841 hörte er an der Universität noch hauptsächlich die Vorlesungen von Friedrich Adolf Trendelenburg. Er promovierte mit der Dissertation Emendationes Julianeae.
1843 begleitete er Jacob Grimm auf einer Reise nach Italien und hielt sich die meiste Zeit in Rom auf; dort beschäftigte er sich mit archäologischen und epigraphischen Studien. 1844 reiste er nach Berlin zurück und arbeitete dort am ersten Band der von Georg Heinrich Pertz herausgegebenen Die Geschichtsschreiber der deutschen Vorzeit, bestand im Februar 1847 das Oberlehrerexamen und hielt sein Probejahr von Ostern 1847 bis 1848 am Joachimsthalschen Gymnasium in Berlin ab.
Er vertrat Pfingsten 1848 die Stelle des Konrektors am Gymnasium in Brandenburg und wurde 1849 als erster Oberlehrer an das Pädagogium in Züllichau versetzt; 1850 wurde ihm der Professorentitel verliehen.
Am 22. April 1852 erhielt er durch den Provinzialschulrat Adolf Giesebrecht, als Nachfolger von Friedrich August Gotthold, die Leitung des Collegium Fridericianum in Königsberg übertragen. Während seines dortigen Aufenthalts entwickelte sich eine Freundschaft zu dem Generalsuperintendenten Ernst Sartorius.
Am 11. Oktober 1860 wurde er durch den Provinzialschulrat Karl Gustav Heiland (1817–1868) in das Amt des Rektors des Domgymnasiums Magdeburg eingeführt.
Nachdem er im September 1861 schwer erkrankt war, übergab er die Leitung der Schule dem ersten Oberlehrer und verstarb am 21. November 1861; die Trauerrede in Magdeburg hielt der Generalsuperintendent Johann Ludwig Daniel Karl Lehnerdt. Seine Bestattung fand auf dem Matthäifriedhof in Berlin statt.
Sein Nachfolger wurde George Wichert.
Seine fast 3000 Bände starke Bibliothek wurde für die Bibliothek des Domgymnasiums Magdeburg angekauft.

## Schriften (Auswahl)
- Emendationes Julianeae. Berlin 1841.
- Georg Heinrich Pertz; Johannes Horkel: Die Geschichtschreiber der deutschen Urzeit. Band 1: Die Römerkriege aus Plutarch, Cäsar, Bellejus, Suetonius, Tacitus; Tacitus Germania. Besser, Berlin 1849.
- Analecta Horatiana. Berlin 1852.
- Der Holzkämmerer Theodor Gehr und die Anfänge des Königlichen Friedrichs-Collegium zu Königsberg in Preußen, nach handschriftlichen Quellen dargestellt. Königsberg 1855.
- Die Lebensweisheit des Komikers Menander. Gebrüder Bornträger, Königsberg 1857.
- Zwei Reden des Directors. In: Zur öffentlichen Prüfung der Schüler des Königlichen Dom-Gymnasiums zu Magdeburg. Magdeburg, 1861